# SBS 시트콤
SBS 시트콤은 SBS TV에서 방송되었던 시트콤이다.

## 작품 리스트
- 아래의 프로그램들은 2001년 11월 이후에 시청 가능 연령을 표시하는 드라마 등급 제도를 의무적으로 시행하여 현재까지 이어지고 있다.
- 2016년 3월 1일부터 TV 프로그램 등급 표시, 주제, 폭력성, 선정성, 언어, 모방 위험 등 분류 사유 표시를 의무적으로 시행하고 있다.

### 청춘 시트콤
- 《나 어때》 : 1998년 10월 19일 ∼ 1999년 5월 28일
- 《행진》 : 1999년 5월 31일 ∼ 2000년 10월 13일
- 《골뱅이》 : 2000년 10월 16일 ∼ 2001년 11월 16일
- 《딱좋아!》 : 2001년 11월 19일 ~ 2002년 3월 15일
- 《레츠고》 : 2002년 3월 18일 ~ 2002년 6월 28일
- 《오렌지》 : 2002년 7월 1일 ~ 2002년 10월 31일

### 일일 시트콤
- 《LA아리랑》 : 1995년 7월 10일 ∼ 1996년 6월 29일
- 《아빠는 시장님》 : 1996년 7월 1일 ∼ 1997년 2월 28일
- 《OK목장》 : 1997년 3월 3일 ∼ 1997년 5월 8일
- 《미스 & 미스터》 : 1997년 5월 26일 ∼ 1997년 10월 15일
- 《순풍산부인과》 : 1998년 3월 2일 ∼ 2000년 12월 1일
- 《웬만해선 그들을 막을 수 없다》 : 2000년 12월 18일 ∼ 2002년 2월 22일
- 《대박가족》 : 2002년 2월 25일 ~ 2003년 2월 28일
- 《똑바로 살아라》 : 2002년 11월 5일 ~ 2003년 10월 31일
- 《압구정 종갓집》 : 2003년 11월 3일 ~ 2004년 10월 8일

### 토요 시트콤
- 《사랑은 생방송》 : 1993년 10월 23일 ∼ 1994년 1월 29일
- 《뉴욕스토리》 : 1997년 10월 25일 ∼ 1998년 2월 28일
- 《돈.com》 : 2000년 5월 20일 ∼ 2000년 7월 30일

### 일요 시트콤
- 《사랑은 생방송》 : 1994년 2월 6일 ∼ 1994년 4월 17일
- 《오경장》 : 1993년 10월 24일 ∼ 1994년 4월 17일
- 《LA아리랑》 : 1995년 7월 10일 ∼ 2000년 4월 9일
- 《여고시절》 : 2001년 9월 2일 ~ 2002년 10월 27일

### 부부 시트콤
- 《허니허니》: 2001년 5월 2일 ~ 2002년 1월 23일

### 주간 시트콤
- 《형사》 : 2003년 11월 7일 ~ 2004년 2월 27일
- 《혼자가 아니야》 : 2004년 10월 11일 ~ 2005년 2월 21일
- 《귀엽거나 미치거나》 : 2005년 2월 28일 ~ 2005년 6월 27일
- 《달려라 고등어》 : 2007년 5월 12일 ~ 2007년 6월 30일
- 《웰컴 투 더 SHOW》 : 2011년 3월 16일
- 《도롱뇽도사와 그림자 조작단》 : 2012년 1월 27일 ~ 2012년 3월 30일

### 주말 시트콤
- 《오박사네 사람들》 : 1992년 2월 20일 ∼ 1992년 10월 18일

### 월요 시트콤
- 《초인가족 2017》 : 2017년 2월 20일 ~ 2017년 7월 3일

## 같이 보기
- 한국방송공사 시트콤
- 문화방송 시트콤